# Інгібітор синтезу естрогенів
Інгібітори синтезу естрогенів — це група речовин, який пригнічує ферментативний синтез естрогенів, таких як естрадіол. Вони включають:
- Інгібітори ароматази (інгібітори CYP19A1): пригнічують синтез естрогенів з андрогенів
- Інгібітори CYP17A1 (інгібітори 17α-гідроксилази/17,20-ліази): пригнічують синтез андрогенів, а отже, і естрогенів.
- Інгібітори 3β-гідроксистероїддегідрогенази (інгібітори 3β-ГСД): пригнічують синтез прогестогенів та більш потужних андрогенів, тим самим пригнічуючи синтез естрогенів.
- Інгібітори ферментів розщеплення бічних ланцюгів холестерину (інгібітори P450SCC/CYP11A1): пригнічують синтез прегненолону з холестерину, тим самим пригнічуючи синтез більшості стероїдних гормонів (які походять від прегненолону), включаючи естрогени.
- Інгібітори 17β-гідроксистероїддегідрогенази (інгібітори 17β-ГСД): пригнічують взаємоперетворення естрогенів, включаючи синтез естрадіолу з менш потужного естрону.
- Інгібітори стероїдної сульфатази (інгібітори СТС): пригнічують перетворення неактивних естроген-сульфатів в активні естрогени, такі як естрадіол

Інгібітори синтезу холестерину також можуть знижувати вироблення естрогену шляхом пригнічення вироблення холестерину.
Інгібітори синтезу естрогенів мають медичне застосування в лікуванні раку молочної залози, передчасного статевого дозрівання, гінекомастії та гіперестрогенізму, серед інших естрогенозалежних станів.